# Friedrich Pfannschmidt

Friedrich Pfannschmidt mit seiner Familie

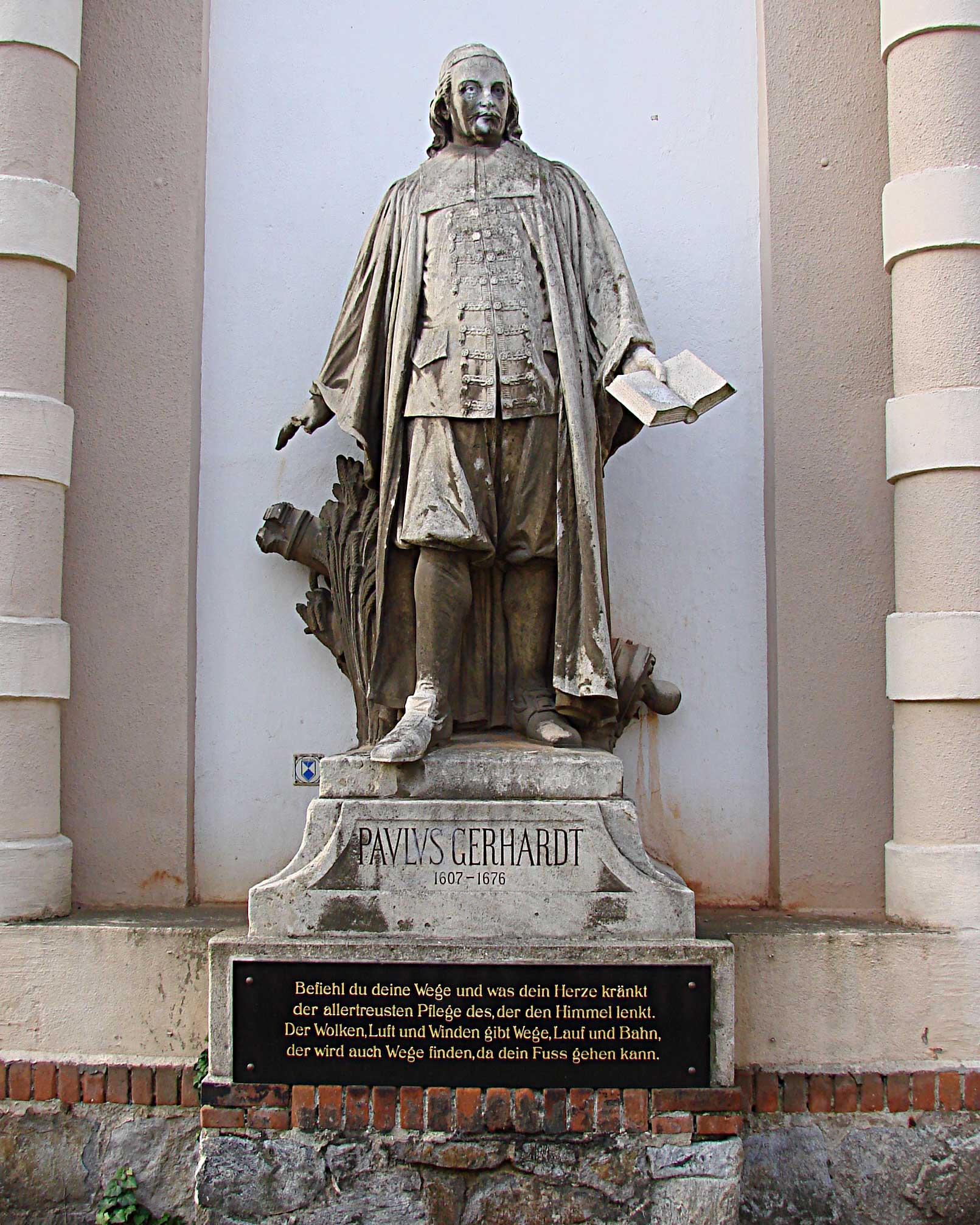
Paul-Gerhardt-Denkmal in Gräfenhainichen

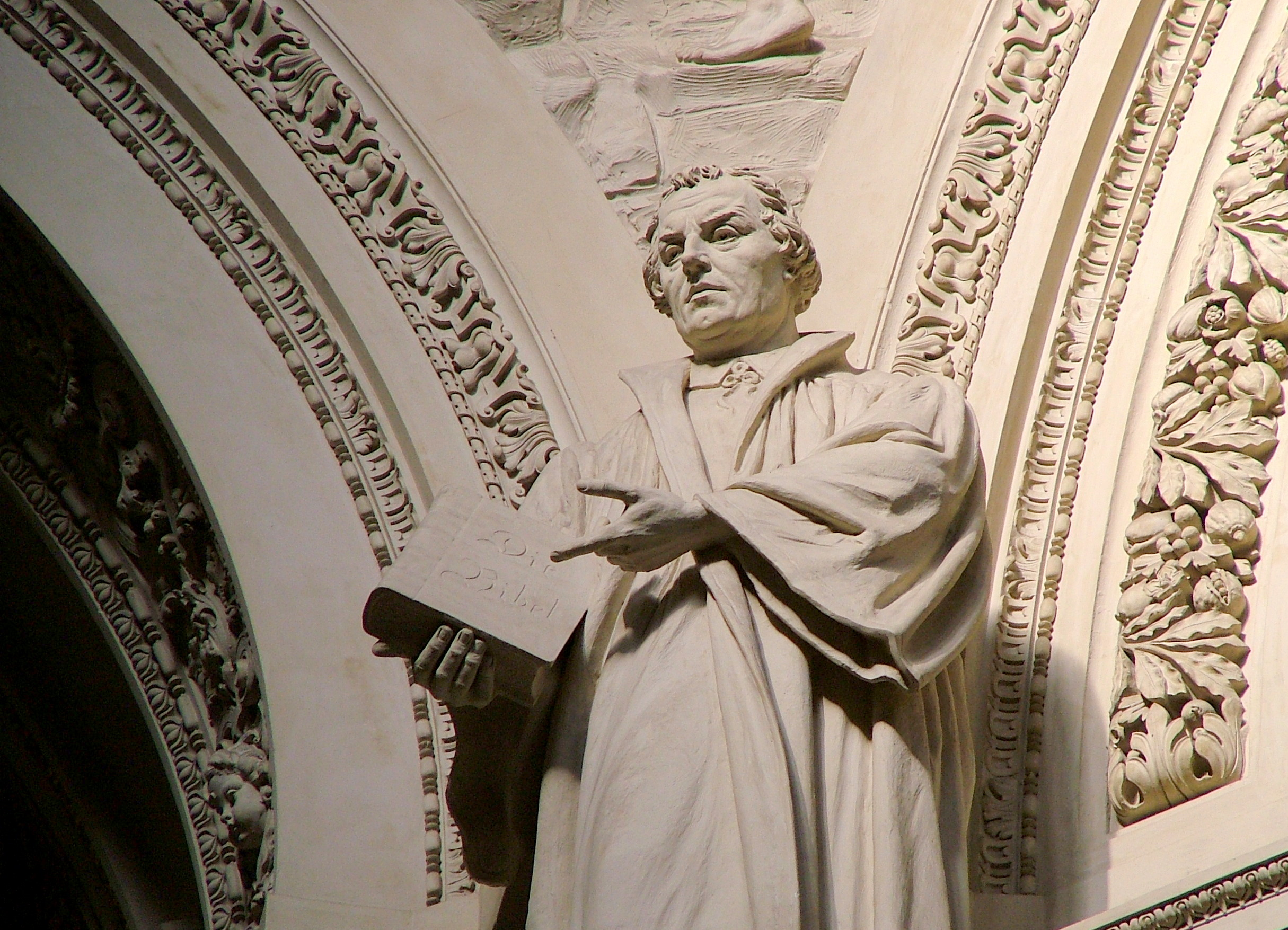
Luther-Statue im Berliner Dom

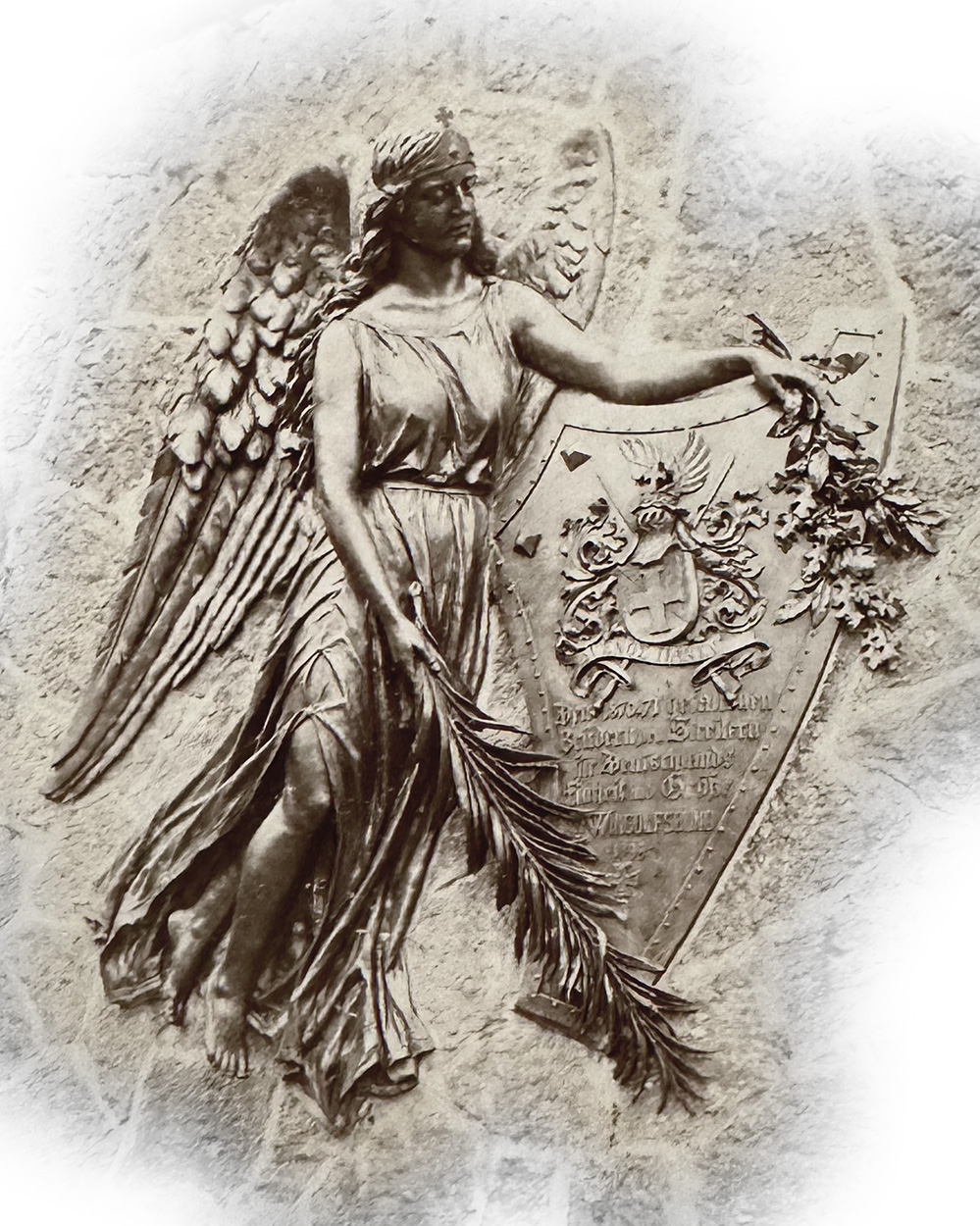
Altes Wingolfsdenkmal (1899)

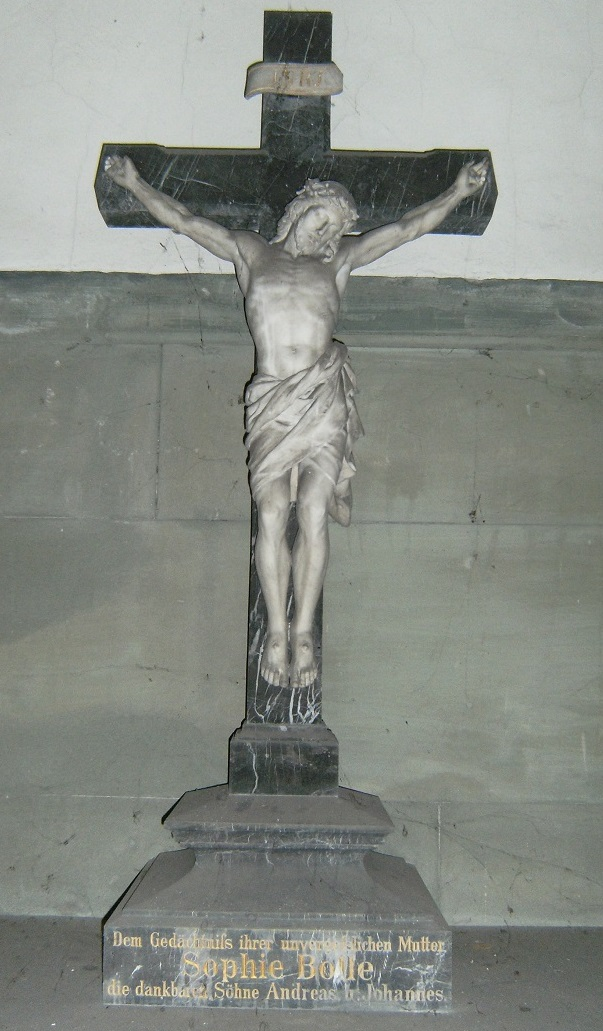
Kreuz im Mausoleum für C. Bolle

Friedrich Johann(es) Pfannschmidt, häufig auch Fritz Pfannschmidt, (* 19. Mai 1864 in Berlin; † 7. September 1914 bei Pierre-Morains, Châlons-en-Champagne, Frankreich) war ein deutscher Bildhauer.

## Leben und Wirken
Pfannschmidt war das siebte von elf Kindern des Malers Carl Gottfried Pfannschmidt (1819–1887) und dessen Ehefrau Johanna Pfannschmidt († 1912). Er wuchs in einer frommen Familie auf und sein Vater galt als Meister religiöser Malerei. Diese Erziehung hatte Einfluss auf die künstlerische Ausrichtung des Sohnes. So besuchte er zunächst von 1878 bis 1880 die Kunstschule und im Anschluss ab Oktober 1880 bis 1884 die Berliner Kunstakademie. Er arbeitete für einige Zeit als Meisterschüler in den Ateliers der Professoren Albert Wolff und Fritz Schaper und danach bei Johannes Schilling in Dresden. Ab 1900 hatte er ein Schüleratelier mit eigener Werkstatt. Hier zeigten seine ersten religiösen Bildwerke eine ähnlich „streng idealen Auffassung“ wie die Werke seines Vaters. Dies brachte ihm Anerkennung ein, so dass er Aufträge zur Ausschmückung zahlreicher Kirchenbauten erhielt. Er schuf Kunstwerke für die Gnadenkirche, die Kaiser-Wilhelm-Gedächtniskirche und den Berliner Dom. Daneben betätigte er sich als Porträtbildner, was ihm mehr künstlerische Freiheiten ließ. So entstanden Büsten Kaiser Wilhelms II. (die ihn erstmals in Admiralsuniform zeigt) oder des Generals Ludwig von der Tann, die ihm als Vorlage für dessen späteres in Tann errichteten Denkmal diente. Die Büste Kaiser Wilhelms II. wurde auf der Großen Berliner Kunstausstellung 1899 gezeigt.
Schon zu Anfang des Ersten Weltkriegs fiel er als Hauptmann der Reserve im 4. Garde-Regiment zu Fuß in Frankreich.
Zu seinen bekannten Werken gehört das Denkmal für Paul Gerhardt in Lübben (Spreewald) (1907), mit Kopien in Gräfenhainichen (1911), im Paul-Gerhardt-Stift (1909) und an der Moritzkirche in Mittenwalde (2001). Für den Willibrordi-Dom in Wesel schuf er das Standbild Kaiser Wilhelms I. über dem südlichen Querhausportal, für den Berliner Dom Statuen der Reformatoren Martin Luther und Philipp Melanchthon.
Pfannschmidt wurde mit der Landwehrdienstauszeichnung I. Klasse, dem Verdienstorden vom Heiligen Michael IV. Klasse und dem anhaltischen Verdienstorden für Kunst und Wissenschaft ausgezeichnet. Er war Vorsitzender (Präsident) des Künstler-Verbandes Deutscher Bildhauer und Mitglied in der Allgemeinen Deutschen Kunstgenossenschaft, im Vereins Berliner Künstler sowie in der Bildhauer-Vereinigung des Vereins Berliner Künstler.
Pfannschmidt war verheiratet und hatte vier Kinder: Ursula Helene Antonia Johanna (* 1893), Susanna Dorothea (* 1895), Joachim Friedrich Gustav (1896–1945; Pfarrer) und Friedrich Wilhelm Carl (* 1899).

## Werke
- Eisenach: Kriegerdenkmal 1870/71 (enthüllt 1874, die Germaniafigur von Bildhauer Hermann Schies[4]), Wingolfsdenkmal 1899 enthüllt
- Hamburg: Heinrich I.-Standbild, an der Rathausfassade
- Leipzig: Reichsgericht: Johann Jacob Moser
- Tann in der Rhön: General-von-der-Tann-Denkmal
- Lübben: Paul-Gerhardt-Denkmal
- Wesel: Standbild des Kaisers Wilhelm I., am Kreuzschiffgiebel über dem südlichen Querhausportal des Willibrordi-Domes (errichtet 7. August 1896)
- Zerbst: Moltke-Büstendenkmal (Enthüllt am 30. April 1899)
- Skulpturen in der Kaiser-Wilhelm-Gedächtniskirche, Dankeskirche, Gnadenkirche, Lutherkirche und im Dom in Berlin sowie in den Kirchen in Grabow bei Stettin, Bunzlau, Plauen, Grünberg in Schlesien und Mühlhausen/Thüringen
- Reliefs, u. a. über den Türportalen der Martha-Kirche in Berlin-Kreuzberg
- Grabdenkmäler und Erbbegräbnisse, u. a. 1889 für seinen Vater C. G. Pfannschmidt (Kreuz mit Corpus, Höhe ca. 2 m) und für Carl Bolle auf dem Alten St.-Matthäus-Kirchhof Berlin in Berlin-Schöneberg (Kreuz mit Corpus, Höhe ca. 80 cm);  für Tiede auf dem Friedhof Bergmannstraße in Berlin-Kreuzberg; Adolf Stoecker
- Porträtbüsten: Kaiser Wilhelm II., General Ludwig von der Tann, Emil Frommel, Hermann von der Goltz, Adolf von Harnack, Wilhelm Schwartz[5]